# Sima Zhao
 Sima Zhao  (chino simplificado, 司马昭; chino tradicional, 司馬昭 ; pinyin,  Sīmǎ Zhāo  ; Wade-Giles,  Szŭma Chao , 211-265) era un general militar y político chino de la dinastía Han. Fue regente del estado de Cao Wei durante el período de los Tres Reinos.
Mantuvo el control de Cao Wei, ocupado por su padre, Sima Yi, y mantenido por su hermano mayor Sima Shi, que había creado el título de Señor de Jin - el penúltimo paso antes de la usurpación del trono, aunque nunca llegó al trono. Se aprovechó de la debilidad de Shu Han al oeste y atacó, obligando a la rendición de la gente de Shu. Su prestigio militar le ayudó a crear una trama para derrocar al emperador de Cao Wei, sirviéndose de su hijo, Sima Yan, quien usurpó el trono de Cao Wei proclamando la Dinastía Jin. Después de la creación de Jin, Sima Yan le honró a título póstumo como Emperador Wen de Jin (晉文帝), con el nombre de cortesía de Taizu (太祖).
- Datos: Q532884
- Multimedia: Sima Zhao / Q532884